# Ellinikí Radiofonía Tileórasi
Ellinikí Radiofonía Tileórasi (ERT) (řecky Ελληνική Ραδιοφωνία Τηλεόραση, česky: Řecký rozhlas a televize, čili Řecká vysílací společnost) je řecká veřejnoprávní televize a rozhlas. V červnu 2013 vláda rozhodla, že kvůli korupci a finanční neefektivnosti přeruší společnost po skončení svého programu 11. června (tedy v ranních hodinách 12. června) rozhlasové i televizní vysílání. V červnu roku 2015 byla její činnost na návrh vlády opět obnovena.

## Historie
Rozhlasové vysílání ERT začalo v roce 1938 ve formě programu Aténské rozhlasové stanice, která později přerostla v Národní rozhlasovou společnost EIR.
EIR se v roce 1950 stala zakládacím členem Evropské vysílací unie EBU.
Po experimentálním televizním vysílání ze studia EIR v aténském Zappeionu v roce 1965 se rozběhlo pravidelné vysílání 23. února 1966.
V roce 1987 došlo zákonem ke sloučení všech rozhlasových a televizních stanic v Řecku do společnosti ERT, která tak nahradila dřívější EIR, již přejmenovanou na EIRT (Národní instituce pro rozhlas a televizi). Zároveň vznikla ERT3, autonomní buňka uvnitř ERT, sdružující vysílání ET3 a regionálních rozhlasových stanic pro severní Řecko.
Na přelomu tisíciletí ERT vysílala tři televizní programy.
Televize byla financována smíšeným způsobem, základem byl poplatek za elektroměr a příjmy z reklamy. ERT byla dlouhodobě schodková.
V roce 2006 dostala ERT první digitální multiplex. V červnu 2013 ERT vysílala tři celoplošné televizní a čtyři rozhlasové programy, dále několik regionálních programů a vysílání do zahraničí Voice of Greece.

## Kanály

### Televizní
- ET1 - kultura, dokumenty, filmy, pořady pro děti a zprávy
- NET - zprávy, publicistika, filmy, zábavné pořady
- ET3 - regionální vysílání pro severní Řecko
- ERT HD - vysílání v HD rozlišení
- ERT World - vysílání do zahraničí pro řeckou diasporu

### Rozhlasové

#### Celoplošné
- ERA 1 - zprávy, sport, diskusní pořady
- ERA 2 - pořady pro mladé, současná hudba
- ERA 3 - vážná hudba, umění, kultura, rozhlasové hry
- ERA Spor - sportovní přenosy a zprávy
- Voice of Greece - vysílání do zahraničí pro řeckou diasporu

#### Regionální
- KOSMOS - world music a alternativní hudba, vysílá jen v Aténách a Korintu
- FILIA - cizojazyčná stanice, vysílací pro imigranty a turisty, vysílá jen v Aténách a Korintu

## Přerušení vysílání a jeho obnova
11. června 2013 oznámil mluvčí řecké vlády Lukase Papadimose, že televizní i rozhlasové vysílání ERT bude přerušeno po skončení programu plánovaného na tento den, tedy v ranních hodinách 12. června. Oficiálním důvodem byly „nedostatek transparentnosti a neuvěřitelná extravagance“, média viděla též zřejmou souvislost s úspornými opatřeními kladenými na řeckou vládu Evropskou komisí a Mezinárodním měnovým fondem v souvislosti s pomocí těchto institucí v řecké finanční krizi. Rozhodnutí se dotklo zhruba 2500 zaměstnanců, kteří dostali výpověď a mohou požádat o místo ve vysílací společnosti, která má ERT nahradit. Proti rozhodnutí se postavily odbory, které vyjádřily odhodlání pokračovat ve vysílání. Rozhodnutí vyvolalo okamžité protesty u ústředí televize. Podporu ERT vyslovila Evropská vysílací unie EBU. Prezident Evropské federace novinářů Mogens Blicher-Bjerregård označil plán řecké vlády za absurdní a velkou ránu pro demokracii.
Přerušení mělo být na nezbytnou krátkou dobu. 14. června premiér Antonis Samaras navrhl obnovení zpravodajského vysílání, které by zaručoval menší počet najatých žurnalistů. Zaměstnanci televize zahájili po přerušení vysílání okupační stávku a ze sídla televize dále provozovali vysílání živého zpravodajství, které bylo dostupné na internetu a přes satelit.
Zástupci EBU navštívili 14. června Atény a při jednáních tam oslovili zástupce vlády, aby ta svůj zákaz odvolala.
Dne 7. listopadu zásahová komanda policie obsadila budovu společnosti a přinutila k opuštění objektu pracovníky, kteří bez ohledu na zastavené financování vládou vysílali alespoň přes internet.
O obnovení vysílání rozhodla v únoru 2015 levicová vláda Alexise Tsiprase, která tak splnila jeden z předvolebních slibů. V červnu 2015 veřejnoprávní televize a rozhlas ERT vysílání obnovilo, přičemž zpět se mohli vrátiti i všichni dříve propuštění zaměstnanci. 